# Harboe Kardel
Harboe Kardel (* 25. November 1893 in Nortorf; † 6. November 1982 Apenrade, Nordschleswig, Dänemark) zur deutschen Minderheit in Nordschleswig gehörend, war ein Lehrer, Publizist und Chefredakteur, der sich stark für den Nationalsozialismus in Nordschleswig engagierte. Er war Ortsgruppenleiter der NSDAP von Gravenstein in Dänemark.

## Leben und Werk
Harboe Kardel wuchs in einer deutschgesinnten Familie in Tondern auf und besuchte ein Gymnasium in Husum. Nach bestandenem Kriegsabitur und Teilnahme am Ersten Weltkrieg an der Westfront – Dienstrang Leutnant –, studierte Kardel von 1919 bis 1921 in Kiel Philologie und Evangelische Theologie und absolvierte 1923 sein Assessorexamen. Er arbeitete danach zunächst in einem Flensburger Pressebüro. 1926 promovierte er mit einer Dissertation zum Thema: „Die Stadt Kiel in der Literatur“ zum Dr. phil. 1927–1929 war Kardel Leiter der Tageszeitung Neue Tondernsche Zeitung in Tondern.
Kardel war früh Funktionär einer nationalsozialistischen Gruppierung in Nordschleswig, der Nationalsozialistischen Arbeitsgemeinschaft Nordschleswig (NSAN). Diese wurde 1934 mit anderen nationalsozialistischen Gruppen zur nationalsozialistischen Front vereinigt. Auf Grund einer Intervention des Gauleiters von Schleswig-Holstein, Hinrich Lohse, kam es 1935 zur Gründung einer einheitlichen nationalsozialistischen Partei, der NSDAPN, deren erster Ortsgruppenleiter in Gravenstein Kardel wurde. 1934 übernahm Kardel die Schriftleitung, später die Chefredaktion der Tageszeitung der deutschen Minderheit in Nordschleswig, der Nordschleswigsche(n) Zeitung mit Sitz in Apenrade, seit 1933 Sprachrohr des Nationalsozialismus. Kardel wohnt in dieser Zeit auch in Apenrade.  Er übernahm eine Führungsposition in der Schleswigschen Kameradschaft (SK), der nordschleswigschen SA. Kardel veröffentlichte von 1937 bis 1944 viele Artikel in der nationalsozialistischen Monatszeitschrift Junge Front, die sich an junge Nordschleswiger richtete und im Verlag der nordschleswigschen Nationalsozialisten erschien.
Kardel veröffentlichte während der Zeit des Nationalsozialismus Bücher in deutscher Sprache. In seinem Nordschleswig-Buch lobte er den Hitler-Staat und dessen Führer. Das passend zur Besetzung Dänemarks durch deutsche Truppen erschienene Buch Dänemark unter deutschem Schutz war eine Propagandaarbeit für die Expansionspolitik des Nationalsozialismus; es rechtfertigte den Überfall Deutschlands auf Dänemark. Kardel begrüßte bei einem Empfang am 9. April 1940 für die Invasionstruppen im Deutschen Hause in Appenrade den Überfall Dänemarks durch die Wehrmacht.
Nach 1945 wurde er als Gefolgsmann der Nationalsozialisten längere Zeit interniert. 1948 musste sich Kardel im Prozess gegen die „Volksgruppenführung“ (der deutschen Volksgruppe in Nordschleswig) rechtfertigen. In diesem auch „Kleiner Nürnberger Prozess“ genannten Verfahren wurde er als ein verantwortlicher Mitarbeiter der „Nordschleswigschen Zeitung“ zu sechs Jahren Haft verurteilt. Von 1950 bis 1957 arbeitete er als Studienrat in Schleswig-Holstein und lebte danach bis zu seinem Tode in Apenrade.
Harboe Kardel hat auch nach 1945 eine Vielzahl von Büchern und Artikeln geschrieben und herausgegeben, die sich in ihrer Mehrzahl mit Grenzlandthemen oder mit Themen deutscher und dänischer Kultur befassen. Als Beitrag der deutschen Minderheit in Nordschleswig erschien in den Schriften der Heimatkundlichen Arbeitsgemeinschaft für Nordschleswig das apologetische Buch Fünf Jahrzehnte in Nordschleswig. In ihm spricht er für die Zeit von 1933 bis 1945 von dem Zwiespalt der Nordschleswiger zwischen ihren „staatlichen“ und „volklichen Pflichten“. Die Volksgruppe habe alles, was geschah, hinnehmen müssen „wie der Küstenbewohner im Westen die Sturmflut über sich ergehen lassen müsse.“ „Es gab keine Alternative“. Die Tätigkeit der Volksgruppe bei der Kollaboration mit der Besatzungsmacht und beim Unterstützen des Zweiten Weltkrieges bezeichnete Kardel als Tätigkeit einer „gemäßigten Linie“ der Nationalsozialisten. Jörn-Peter Leppien missbilligte das Buch und schrieb beispielsweise in seiner 1972 veröffentlichten Rezension des Buches: „Weit bedenklicher ist es, daß der Chronist Harboe Kardel seinen Stoff so ausgewählt und „aufbereitet“ hat, daß manche Tatsache in rosa Licht getaucht wird, die, bei Tageslicht besehen, eher eine schwarze oder braune Farbe zeigt“.

## Publikationen (Auswahl)
- Die Stadt Kiel in der Literatur. Philologische Dissertation in Kiel 1921, Auszug gedruckt Nölke, Bordesholm 1921.
- Das Reserve-Feldartillerie-Regiment Nr 17. Gerhard Stalling, Oldenburg i.O. U.a. 1922.
- D. Theodor Kaftan zum Gedächtnis. In: Die Heimat. Monatsschrift des Vereins zur Pflege der Natur- und Landeskunde in Nordelbingen. Bd. 43 (1933), Nr. 1, Januar 1933, S. 14–16 (Digitalisat).
- Hinrich Ewald Hoff zum 75. Geburtstag. In: Die Heimat. Monatsschrift des Vereins zur Pflege der Natur- und Landeskunde in Nordelbingen. Bd. 43 (1933), Nr. 3, März 1933, S. 64–66 (Digitalisat).
- Johann Hermann Schradern in Tondern (Zu seinem 200. Todestag.).  In: Die Heimat. Monatsschrift für schleswig-holsteinische Heimatforschung und Volkstumspflege. Bd. 47 (1937), Heft 11, November 1937, S. 343f. (Digitalisat).
- Das Nordschleswig-Buch. Verlag Heimat und Erbe, Flensburg 1938.
- Dänemark unter deutschem Schutz. Die historischen Tage in Nordschleswig in Wort und Bild. Zusammengest. von Harboe Kardel, Viggo Jürgensen, Verlag der Nordschleswigschen Zeitung, Apenrade 1940. (Mit einem Bild Adolf Hitlers auf dem Buchumschlag, das die Unterschrift  trägt:„Der Führer, der die deutsche Wehrmacht mit dem Schutz der dänischen Neutralität beauftragte.“)
- 100 Jahre Nordseebad Westerland. Aus der Geschichte der Fährverbindung der Insel Sylt. In: Die Heimat. Monatsschrift des Vereins zur Pflege der Natur- und Landeskunde in Schleswig-Holstein. Bd. 62 (1955), Nr. 6, Juni, S. 133–135 (Digitalisat).
- Das Erbe in Tondern. Ein Familienroman aus unseren Tagen. (als Hans Hoyer) Christian Jensen-Verlag, Breklum 1970, ISBN 3-7793-1200-X.
- Fünf Jahrzehnte in Nordschleswig. Ein Beitrag zur Geschichte der politischen Organisationen der deutschen Volksgruppe in Nordschleswig 1920–1970. In: Schriften der Heimatkundlichen Arbeitsgemeinschaft für Nordschleswig Heft 22, Apenrade 1971.
- Grenzlandmelodie in Dur und Moll. Erlebnisse und Beobachtungen eines Journalisten auf dem deutsch-dänischen Parkett. Karl Wachholtz, Neumünster 1975.
- Mein Husumer Tagebuch. Erlebnisse eines Husumer Gymnasiasten in der Zeit von 1911 bis 1914. Husum-Druck- und Verlagsgesellschaft, Husum 1975, ISBN 3-88042-011-4.
- Im Bann der hellen Nächte. Die Wanderungen und Wandlungen des Maler-Poeten Holger Drachmann. Husum-Druck- und Verlagsgesellschaft, Husum 1978, ISBN 3-88042-052-1.